# 极限集合
在数学领域，特别是对于动力系统的研究中，极限集合（或称极限集、极限点集）是一个动力系统在时间趋于无穷的时候的极限点的集合。极限集合有两种，分别是时间正向流动至正无穷时的极限点集合和时间反向流动回溯至负无穷时的极限点集合。在动力系统研究中，极限集合可以用来理解动力系统的长期性态。动力系统中的极限集合的种类包括有奇点，周期轨线，极限环和吸引子。
一般情况下的极限集合可能随着奇异吸引子的出现而变得非常复杂，但是在二维的动力系统中，庞加莱-本迪克松定理提供了一个极限集合的简洁的刻画：这时的动力系统的极限集合只可能是不动点或周期轨线。

## 对于迭代函数的定义
设 {\displaystyle X} 为一个度量空间，并令 {\displaystyle f:X\rightarrow X} 为一个连续函数。集合 {\displaystyle X} 中元素 {\displaystyle x\in X} 关于 {\displaystyle f} 的{\displaystyle \omega }-极限集合是其经过函数 {\displaystyle f} 迭代后得到的序列 {\displaystyle \{f^{n}(x)\}_{n\in \mathbb {N} }} 的所有极限点的集合，记作 {\displaystyle \omega (x,f)}。依此定义，某元素{\displaystyle y\in \omega (x,f)}当且仅当存在严格递增的自然数列 {\displaystyle \{n_{k}\}_{k\in \mathbb {N} }} 使得 当 {\displaystyle k\rightarrow \infty } 的时候 {\displaystyle f^{n_{k}}(x)\rightarrow y}。用纯数学语言也可以表示为：
{\displaystyle \omega (x,f)=\bigcap _{n\in \mathbb {N} }{\overline {\{f^{k}(x):k>n\}}}}。
极限集合内的点称为回归点.
如果 {\displaystyle f} 是一个同胚映射（即一个本身和其反函数都连续的函数），那么还可以定义 集合 {\displaystyle X} 中元素 {\displaystyle x\in X} 关于 {\displaystyle f} 的{\displaystyle \alpha }-极限集合：{\displaystyle \alpha (x,f)=\omega (x,f^{-1})}，这是将 {\displaystyle x} 关于 {\displaystyle f} 做反向迭代后得到的序列的极限点集合。
以上定义的两个集合都对函数 {\displaystyle f} 保持不变，并且如果集合 {\displaystyle X} 是紧集的话，那么它们也是非空的紧集。

## 对动力系统的定义
给定一个实数值动力系统 {\displaystyle (T,X,\varphi )}，其中{\displaystyle T}为时间，
为描述方程，{\displaystyle \varphi :(t_{0},t,x_{0})\rightarrow \phi _{t_{0}}^{t}(x_{0})} 是以点{\displaystyle x_{0}}初始值的解（由{\displaystyle (1)} 和 {\displaystyle x_{0}}所确定的流）。
一个点 y 被称为 {\displaystyle x_{0}} （关于动力系统）的ω-极限点，如果存在实数序列 {\displaystyle (t_{n})_{n\in \mathbb {N} }} 使得：
{\displaystyle \lim _{n\to \infty }t_{n}=\infty }，并且
{\displaystyle \lim _{n\to \infty }\varphi (t_{0},t_{n},x)=y}。
{\displaystyle x_{0}} （关于动力系统）的ω-极限集合是所有{\displaystyle x_{0}} 的ω-极限点的集合，记为{\displaystyle L_{\omega }(x_{0})}。
类似地，称 y 为 {\displaystyle x_{0}} （关于动力系统）的α-极限点，存在实数序列 {\displaystyle (t_{n})_{n\in \mathbb {N} }} 使得：
{\displaystyle \lim _{n\to \infty }t_{n}=-\infty }，且
{\displaystyle \lim _{n\to \infty }\varphi (t_{0},t_{n},x)=y}。
{\displaystyle x_{0}} （关于动力系统）的α-极限集合是所有{\displaystyle x_{0}} 的α-极限点的集合，记为{\displaystyle L_{\alpha }(x_{0})}。
对于一个非空集合 {\displaystyle Z}，类似地定义 {\displaystyle Z} 的ω-极限集合是 {\displaystyle Z} 里的所有元素的极限集合之并集，记为{\displaystyle L_{\omega }(Z)}。
{\displaystyle L_{\omega }(Z)=\bigcup _{z\in Z}L_{\omega }(z)}。
同样可以定义 {\displaystyle Z} 的α-极限集合：
{\displaystyle L_{\alpha }(Z)=\bigcup _{z\in Z}L_{\alpha }(z)}。
如果某点的ω-极限集合跟以此点为初始值的正半轨线（流）的交集为空集，则称相应的极限集合为一个ω-极限环 。同样地，如果某点α-极限集合跟以此点为初始值的负半轨线（流）的交集为空集，则称相应的极限集合为一个α-极限环。